# Jan Spałwan
Jan Spałwan (ur. 2 lipca 1921 w Grywie; Łotwa, zm. 29 grudnia 2004 w Kielcach) – polski artysta fotograf, uhonorowany tytułem Artiste FIAP (AFIAP). Członek rzeczywisty Związku Polskich Artystów Fotografików. Członek założyciel Okręgu Świętokrzyskiego ZPAF.

## Życiorys
Jan Spałwan był żołnierzem II wojny światowej, rannym w okolicach Kielc, tu pozostał i założył rodzinę. W latach 1945–1950 był fotoreporterem jednostki wojskowej w Kielcach. W latach 1950–1978 prowadził zakład fotograficzny w Kielcach (wspólnie z żoną Wandą Spałwan). Dyplom mistrzowski w zakresie fotografowania uzyskał w Izbie Rzemieślniczej w Kielcach w 1971 roku. W latach 1968–1982 był członkiem Świętokrzyskiego Towarzystwa Fotograficznego. Od 1978 roku był członkiem Związku Polskich Artystów Fotografików. W latach 1976–1978 był członkiem artystycznej „Grupy 10x10” funkcjonującej przy kieleckim oddziale ZPAF. W 1978 roku był współzałożycielem Okręgu Świętokrzyskiego ZPAF. W latach 1978–2003 sprawował funkcje społeczne w Zarządzie Okręgu ZPAF. W latach 1973–2004 uczestniczył w ruchu fotografii krajoznawczej PTTK. Jest założycielem autorskiej Galerii Fotografii „Spałwanówka” w Brzechowie k. Kielc. 
W latach 1968–1988 Jan Spałwan był członkiem i przedstawicielem Kieleckiej Szkoły Krajobrazu. Brał udział w ponad 500 wystawach indywidualnych i zbiorowych – krajowych i międzynarodowych. Ma na swoim koncie wiele wyróżnień, medali, dyplomów i listów gratulacyjnych. Pokłosiem udziału w Międzynarodowych Salonach Fotograficznych (pod patronatem FIAP) było przyznanie Janowi Spałwanowi tytułu honorowego Artiste FIAP (AFIAP) – przez Międzynarodową Federację Sztuki Fotograficznej FIAP, obecnie z siedzibą w Luksemburgu. Twórczość Jana Spałwana to przede wszystkim czarno-biała fotografia krajoznawcza, krajobrazowa, przyrodnicza, fotografia zabytków architektury, fotografia socjologiczna.
Za twórczość fotograficzną został wyróżniony Dyplomem Jana Bułhaka, przez Federację Amatorskich Stowarzyszeń Fotograficznych w Polsce. W 1983 roku – włączony do zespołu artystów odznaczonych Nagrodą Zespołową Ministra Kultury i Sztuki I Stopnia „Za stworzenie artystycznej dokumentacji polskiego krajobrazu rolniczego”. W 2002 został wyróżniony Nagrodą Honorową im. Fryderyka Kremsera.

## Odznaczenia
- Krzyż Kawalerski Orderu Odrodzenia Polski[26]
- Medal Zwycięstwa i Wolności 1945
- Złota Odznaka Fotografa Krajoznawcy Polski
- Odznaka Grunwaldzka
- Odznaka „Zasłużony Działacz Kultury”
- Odznaka Honorowa "Za zasługi dla Kielecczyzny"
- Medal 140-lecia Fotografii Kieleckiej

Źródło